# Кастромедијано (Лече)
Кастромедијано (итал. Castromediano) је насеље у Италији у округу Лече, региону Апулија.
Према процени из 2011. у насељу је живело 3937 становника. Насеље се налази на надморској висини од 46 м.